# Connor McMichael
Connor McMichael, född 15 januari 2001, är en kanadensisk professionell ishockeyforward som spelar för Washington Capitals i National Hockey League (NHL). Han har tidigare spelat för Hamilton Bulldogs och London Knights i Ontario Hockey League (OHL).
McMichael draftades av Washington Capitals i första rundan i 2019 års draft som 25:e spelare totalt.

## Statistik
| 2016–2017  | Ajax-Pickering Raiders U16 | ETA        | 34  | 35 | 27 | 62  | 28 | 7  | 7 | 3 | 10 | 12 |
|            | Ajax-Pickering Raiders U18 | ETA        | 1   | 1  | 2  | 3   | 0  | —  | — | — | —  | —  |
|            | St. Michael's Buzzers      | OJHL       | 1   | 0  | 0  | 0   | 0  | —  | — | — | —  | —  |
| 2017–2018  | Hamilton Bulldogs          | OHL        | 32  | 5  | 5  | 10  | 10 | —  | — | — | —  | —  |
|            | London Knights             | OHL        | 28  | 3  | 3  | 6   | 4  | 4  | 0 | 0 | 0  | 0  |
| 2018–2019  | London Knights             | OHL        | 67  | 36 | 36 | 72  | 19 | 11 | 2 | 3 | 5  | 2  |
| 2019–2020  | London Knights             | OHL        | 52  | 47 | 55 | 102 | 26 | —  | — | — | —  | —  |
| 2020–2021  | Washington Capitals        | NHL        | 1   | 0  | 0  | 0   | 2  | —  | — | — | —  | —  |
| NHL totalt | NHL totalt                 | NHL totalt | 1   | 0  | 0  | 0   | 2  | —  | — | — | —  | —  |
| OHL totalt | OHL totalt                 | OHL totalt | 179 | 91 | 99 | 190 | 59 | 15 | 2 | 3 | 5  | 2  |

### Internationellt
| Källa: Uppdaterad: 2021-01-25 | Källa: Uppdaterad: 2021-01-25 | Källa: Uppdaterad: 2021-01-25 |         | Utv = Utvisningsminuter | Utv = Utvisningsminuter | Utv = Utvisningsminuter | Utv = Utvisningsminuter | Utv = Utvisningsminuter |
| År                            | Lag                           | Mästerskap                    | Matcher | Mål                     | Assists                 | Poäng                   | Utv                     |                         |
| ----------------------------- | ----------------------------- | ----------------------------- | ------- | ----------------------- | ----------------------- | ----------------------- | ----------------------- | ----------------------- |
| 2020                          | Kanada                        | JVM                           | 7       | 5                       | 2                       | 7                       | 0                       |                         |
| 2021                          | Kanada                        | JVM                           | 7       | 4                       | 4                       | 8                       | 4                       |                         |
| Junior totalt                 | Junior totalt                 | Junior totalt                 | 14      | 9                       | 6                       | 15                      | 4                       |                         |